# 5101 Akhmerov
Akhmerov (asteróide 5101) é um asteróide da cintura principal, a 2,6594801 UA. Possui uma excentricidade de 0,1153101 e um período orbital de 1 903,71 dias (5,21 anos).
Akhmerov tem uma velocidade orbital média de 17,17868513 km/s e uma inclinação de 10,6954º.
Este asteróide foi descoberto em 22 de Outubro de 1985 por Lyudmila Zhuravlyova.